# Баил Арена
«Баил Арена» (азерб. Bayıl Arena [Байыл Арена]), известная также как «Баильский стадион» (азерб. Bayıl stadionu) — футбольный стадион, расположенный в столице Азербайджана, в городе Баку, в посёлке Баилово Сабаильского района. Вмещает до 5 тысяч зрителей. Является домашней ареной азербайджанского клуба Ряван.
Строительство стадиона началось 31 марта 2010 года. Стадион был построен специально для III чемпионата мира по футболу среди девушек до 17 лет, состоявшегося осенью 2012 года.
13 мая 2013 года на стадионе состоялся 100-й юбилейный матч — в рамках 31-го тура чемпионата Азербайджана «Сумгаит» принимал ленкоранский «Хазар».